# Mangora yacupoi
Mangora yacupoi is een spinnensoort in de taxonomische indeling van de wielwebspinnen (Araneidae).
Het dier behoort tot het geslacht Mangora. De wetenschappelijke naam van de soort werd voor het eerst geldig gepubliceerd in 2007 door Herbert Walter Levi.